# 1229
1229 (MCCXXIX) je bilo navadno leto, ki se je po julijanskem koledarju začelo na ponedeljek.

## Dogodki

### Šesta križarska vojna
- 18. februar - Brez prelite kaplje krvi je za dobo desetih let sklenjen mirovni sporazum med rimsko-nemškim cesarjem Friderikom II. in ajubidskim egiptovskim sultanom Al-Kamilom. Sporazum še  določa vrnitev  svetih mest Jeruzalem, Betlehem in Nazaret križarjem, upravno in sodno avtonomijo muslimanov v teh mestih ter koridorje do obalnih ozemelj Kraljevine Jeruzalem. 
  - Ker je glede Jeruzalema izvzeta vrnitev Tempeljskega griča z mošejo Al Aksa, so najbolj nezadovoljni templarji.

- 18. marec - Friderik II. se da v Jeruzalemu kronati za jeruzalemskega kralja kljub temu, da s smrtjo soproge Izabele II. ne izpolnjuje več pogojev za naziv kralja Jeruzalema.
- Friderikovo odsotnost v južni Italiji izrabi papež Gregor IX., ki z vojsko prodre vse do Apulije.
- april - Friderik II. zapusti Sveto deželo.
- junij - Friderik II. se vrne v Brindisi. Nemudoma začne s protiofenzivo proti papeškim silam in si hitro povrne izgubljena ozemlja. 1230 ↔
- julij - Ciprski regent Ivan Ibelinski počisti z Friderikovimi nameščenci na Cipru, kar je povod v Vojno Lombardov, državljansko vojno v kraljevinah Jeruzalem in Ciper med cesarskim političnim taborom in domačo staro aristokracijo.

### Rekonkvista (1228-1248)
- 23. april - Leónski kralj Alfonz IX. osvoji muslimanski Cáceres.
- 12. september - Aragonsko-katalonska flota z več kot 150 ladjami pod vodstvom kralja Jakoba I. se izkrca na Majorki. Do konca tega leta osvoji celotne Baleare razen otoka Minorka. 1231 ↔
- V Maroku almohadski vojskovodja Idris al-Ma'mun s pomočjo kastiljske krščanske vojske premaga kalifa Al-Mu'tasima, ki pobegne. Zmagovalec Idris al-Ma'mun se odreče mahdijski ideologiji Almohadov in prevzame pravoverni sunizem, za edinega pravega kalifa pa prizna abasidskega kalifa v Bagdadu.

### Ostalo
- 17. januar -  Umrlega nemškega križarskega vojskovodjo in škofa Rige Alberta iz Buxthoevna nasledi Nikolja iz Nauena.
- 19. januar - Ker se je izvoljeni kandidat za canterburyjskega nadškofa Walter d'Eynsham precej slabo odrezal na preverjanju iz teologije, ga glede na priporočila zamenja Richard le Grant.
- 14. februar - Kralj otoka Man in Hebridov Ragnvald Godredsson je ubit v boju z rivalom Olafom Gudrödarsonom.
- 6. marec - Univerzitetna stavka pariških študentov. Karnevalsko pustno popivanje študentov se konča z nekaj mrtvimi študenti, ki jih pobijejo lokalni varuhi reda. Ostali študentje začno bojkotirati predavanja in se preselijo na ostale univerze. 1231 ↔
- 12. april - S Pariškim sporazumom se zaključi albižanska križarska vojna. Touluški grof Rajmond VII. kapitulira in prenese več kot polovico svojih dednih posesti na kralja Ludvika IX., ostalo pa prenese preko dedne pogodbe na svojo hčerko Ivano, ki jo obljubi v zakon kraljevemu bratu Alfonzu Poitierškemu. Sporazum s tem konča avtonomijo Okcitanije, krivoverski Katari izgubijo politično varstvo ter večinoma emigrirajo v Aragonijo ali Italijo.
  - Po enem od členov je grof Rajmond VII. dolžan ustanoviti Univerzo v Toulousu in iz lastnega žepa financirati študij teologije.Ostale fakultete so dodane kasneje.
  - Zavojevanje s strani severa pomeni tudi začetek konca okcitanskega trubadurstva. Večina jih sledi potem katarov ↑.
- 3. september: Džingiskanov sin Ögedej je izvoljen za drugega velikega kana Mongolskega cesarstva.
- 28. november - Bitka pri Olustri: spopad med švedskim kraljem Erikom XI. in dvornikom Knutom Långejem. Knut premaga kralja, ki zbeži na Dansko, sam pa prevzame oblast. 1234 ↔
- Umrlega mejnega grofa Namurja Henrika II. nasledi njegova sestra Margareta Namurska.
- Kolonisti močvirnate regije Stedingen severno od Bremna odvrnejo napad Bremenčanov, ki jih vodi nadškof Gerhard II. 1230 ↔
- Beneški dož Pietro Ziani abdicira. Za novega, 43. doža po seznamu je po neodločenem glasovanju (20/20) izžreban Jacopo Tiepolo.
- Ifrikija: ifrikijski guverner Abu Zakarija se otrese almohadske nadoblasti in osnuje neodvisno dinastijo Hafsidov.

## Rojstva
- 13. april - Ludvik II., bavarski vojvoda, pfalški grof († 1294)
- Ivan I., grof Holstein-Kiela († 1263)

## Smrti
- 17. januar -  Albert iz Buxthoevna, nemški škof Rige, vojskovodja, križar (* 1165)
- 14. februar - Ragnvald Godredsson, kralj otoka Man in Hebridov
- 2. september - Šigemori Taira, japonski bojevnik (* 1138)
- Blanka Navarska, šampanjska grofica, navarska regentka (* 1177)
- Gebre Meskel Lalibela, etiopski cesar
- Henrik II., mejni grof Namurja (* 1206)
- Jakut al-Hamavi, muslimanski geograf grškega rodu (* 1179)